# C. Michelle Olmstead
C. Michelle Olmstead, ameriška astronomka, * 21. maj 1969.

## Delo
Michelle Olmstead je odkriteljica 42-ih asteroidov. Je tudi soodkriteljica kometa Holt-Olmstead
Njej v čast so poimenovali asteroid 3287 Olmstead.